# Vertigo Comics
Vertigo Comics, també conegut com DC Vertigo o simplement Vertigo, va ser un segell editorial de l'editorial de còmics estatunidenca DC Comics iniciada per l'editora Karen Berger el 1993. El propòsit de Vertigo era publicar còmics amb contingut per a adults com ara nuesa, consum de drogues, blasfèmia i violència gràfica, que no s'ajustaven a les restriccions de la línia principal de DC, permetent així més llibertat creativa. Els seus títols aplegaven còmics propietat de l'empresa ambientats a l'Univers DC, com ara The Sandman i Hellblazer, i obres propietat dels autors, com Preacher, Y: The Last Man i Fables. Vertigo va plegar el 2020 i la major part de la seva biblioteca va passar a DC Black Label.

## Història
Vertigo va néixer de la línia de lectors de DC de la dècada del 1980, que va començar quan DC va deixar de presentar The Saga of the Swamp Thing per a l'aprovació de la Comics Code Authority. Després de l'èxit de dues sèries limitades de 1986 orientades al públic adult, Batman: The Dark Knight Returns i Watchmen, la producció de DC va anar en augment. Vertigo es va estrenar el gener de 1993 amb una barreja de sèries de DC existents i sèries noves. La primera sèrie original de Vertigo va ser Death: The High Cost of Living, una sèrie derivada de Sandman amb el personatge Death.
Encara que en els seus inicis s'ocupava dels gèneres de terror i fantasia, amb el pas del temps Vertigo va publicar obres que tractaven sobre crim organitzat, crítica social, ficció especulativa, biografia i altres gèneres. Vertigo també va adoptar obres publicades anteriorment per DC amb altres segells, com V for Vendetta i Transmetropolitan. El segell editorial va ser pioner a Amèrica del Nord en el model editorial en què les sèries mensuals venudes a través de les botigues de còmics es recullen periòdicament en edicions que es venen després en llibreries. Diverses sèries Vertigo van guanyar el Premi Eisner i es van adaptar al cinema i a la televisió.
El segell editorial va començar a disminuir a la dècada del 2010, ja que certes obres com Hellblazer i Swamp Thing es van tornar a integrar a DC Comics, mentre que Berger va marxar el 2013. La marxa de Berger va anar seguida d'una sèrie de reestructuracions editorials que van culminar amb el rellançament del segell com a DC Vertigo el 2018. Tanmateix, el rellançament va patir multitud de contratemps incloent nombroses cancel·lacions. Després de mesos d'especulacions, el juny de 2019 DC va anunciar que Vertigo s'aturaria com a part d'un pla per a publicar tots els còmics de la companyia sota una sola marca, amb DC Black Label ocupant el seu lloc.